# آندره مورز
آندره مورز (عبری: אנדראה מורז‎؛ زادهٔ ۲۹ ژانویهٔ ۱۹۹۲) شناگر اهل اسرائیل بود.
وی در مسابقات کشوری و بین‌المللی در مجموع برندهٔ ۱۰ مدال طلا و ۵ مدال نقره شده‌است.